# نجد يعسك (حبيش)

تعديل مصدري - تعديل

نجد يعسك هي إحدى قرى عزلة العارضة بمديرية حبيش التابعة لمحافظة إب، بلغ تعداد سكانها 94 نسمة حسب تعداد اليمن لعام 2004.